# 软软猫咪
《软软猫咪》（英語：Soft Kitty）是一首儿童歌曲，有时也被称作《暖暖猫咪》，因美国情景喜剧《生活大爆炸》的角色谢尔顿和佩妮而流行。根据版权诉讼，《暖暖猫咪》的歌词由Edith Newlin撰写。   
在《生活大爆炸》中，谢尔顿将这首歌描述为“生病时妈妈会唱的歌”。《少年谢尔顿》（《生活大爆炸》的前传）于2018年2月1日播出的一集中展示了这首歌的首次出现——童年的谢尔顿得流感时，他的母亲玛丽演唱了这首歌安慰他。 在电视剧中，《软软猫咪》的歌词是：“软软猫咪，暖暖猫咪，一团小毛球！开心猫咪，睏睏猫咪，呼噜呼噜叫！”而歌曲的另一个版本由澳大利亚儿童表演艺术家Patsy Biscoe通过ABC的长期儿童节目《Play School》早于《生活大爆炸》发布的《暖暖猫咪》，歌词与《生活大爆炸》的版本正好颠倒：“暖暖猫咪，软软猫咪，一团小毛球。睏睏猫咪，开心猫咪，呼噜呼噜叫。”这首歌一直是节目的固定部分。
从2011年圣诞节开始，会唱歌的“软软猫咪”毛绒玩具和印着《生活大爆炸》版本歌词的T恤开始发售。    

## 官方中文翻译
在《生活大爆炸》第十季第二十集中，艾米为谢尔顿演唱了《软软猫咪》的普通话版。在这个版本中，歌词为：
软绵绵的小猫咪
毛茸茸
快乐瞌睡轻巧猫咪
咕噜咕噜咕噜

## 版权诉讼
2015年12月，Edith Newlin的后代对与《生活大爆炸》有关的多家公司提起诉讼 ，声称基于Newlin的诗歌改编的《暖暖猫咪》的歌词与配乐早在1937年就由威利斯音乐公司出版的《为幼儿园而作的歌》一书中出现了   。1964年，威利斯音乐公司续注了这本书的版权  。威利斯音乐公司的官方网站指出：
“1937年，我们出版了《为幼儿园而作的歌》，并销卖数万本。《为幼儿园而作的歌》是一本纯手工装订的书，编者是Laura Pendleton MacCarteney。《暖暖猫咪》就在这本书的第27页……（略）……华纳兄弟和我们一起为这首由《生活大爆炸》使用的乐曲捍卫版权。”
而另一方面，Newlin的女儿则上诉声称他们同样拥有这首歌的版权。她声称她从未授权他人使用歌词，威利斯音乐公司也未获授权他人使用歌词的许可。然而，此歌词却不仅在电视剧中使用过，还出现在各种无正当授权的周边产品中。 
2017年3月27日， 美国地区法院法官Naomi Reice Buchwald驳回了该起诉，认为原告无法证明他们拥有他们母亲所作歌词的版权。 参照《1909年版权法》 ——Buchwald认为此法“基本上没有什么清晰尺度”——的第二十四条，法院指出威利斯音乐公司于1964年续注《为幼儿园而作的歌》版权并不使Newlin同样能够续注《暖暖猫咪》的版权。